# ميغان بورنس
ميغان بورنس (بالإنجليزية: Megan Burns)‏ هي موسيقية ومغنية وممثلة بريطانية، ولدت في 25 يونيو 1986 في المملكة المتحدة.

## أعمال

### أفلام
- (2002) بعد 28 يوما

## وصلات خارجية
- ميغان بورنس على موقع IMDb (الإنجليزية)
- ميغان بورنس على موقع ألو سيني (الفرنسية)
- ميغان بورنس على موقع ميوزك برينز (الإنجليزية)
- ميغان بورنس على موقع أول موفي (الإنجليزية)
- ميغان بورنس على موقع قاعدة بيانات الأفلام السويدية (السويدية)
- ميغان بورنس على موقع ديسكوغز (الإنجليزية)
- ميغان بورنس على موقع قاعدة بيانات الفيلم (الإنجليزية)
- ميغان بورنس على موقع كينوبويسك (الروسية)